# Evangelische Kirche (Oberrosphe)

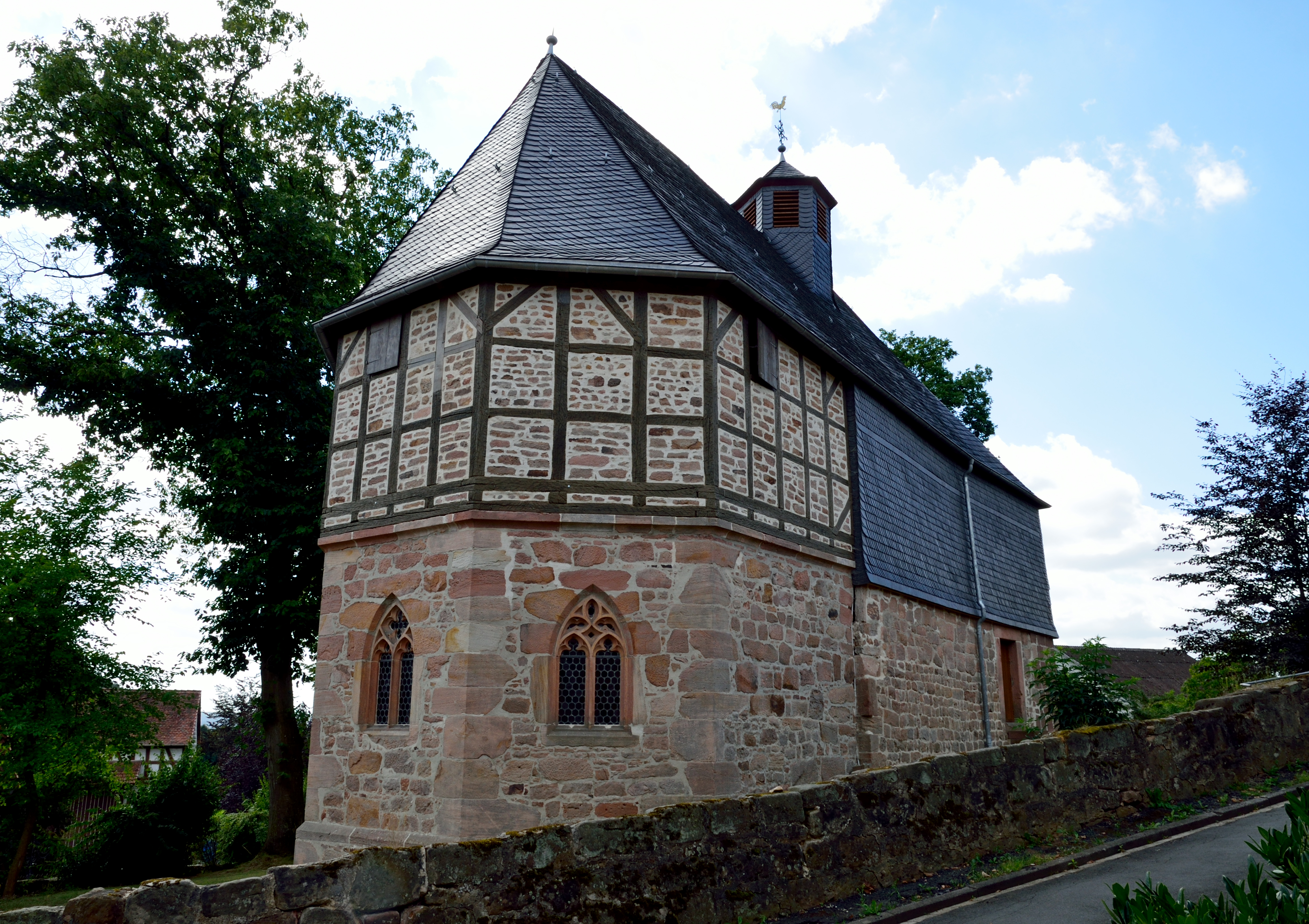
Kirche in Oberrosphe von Nordosten

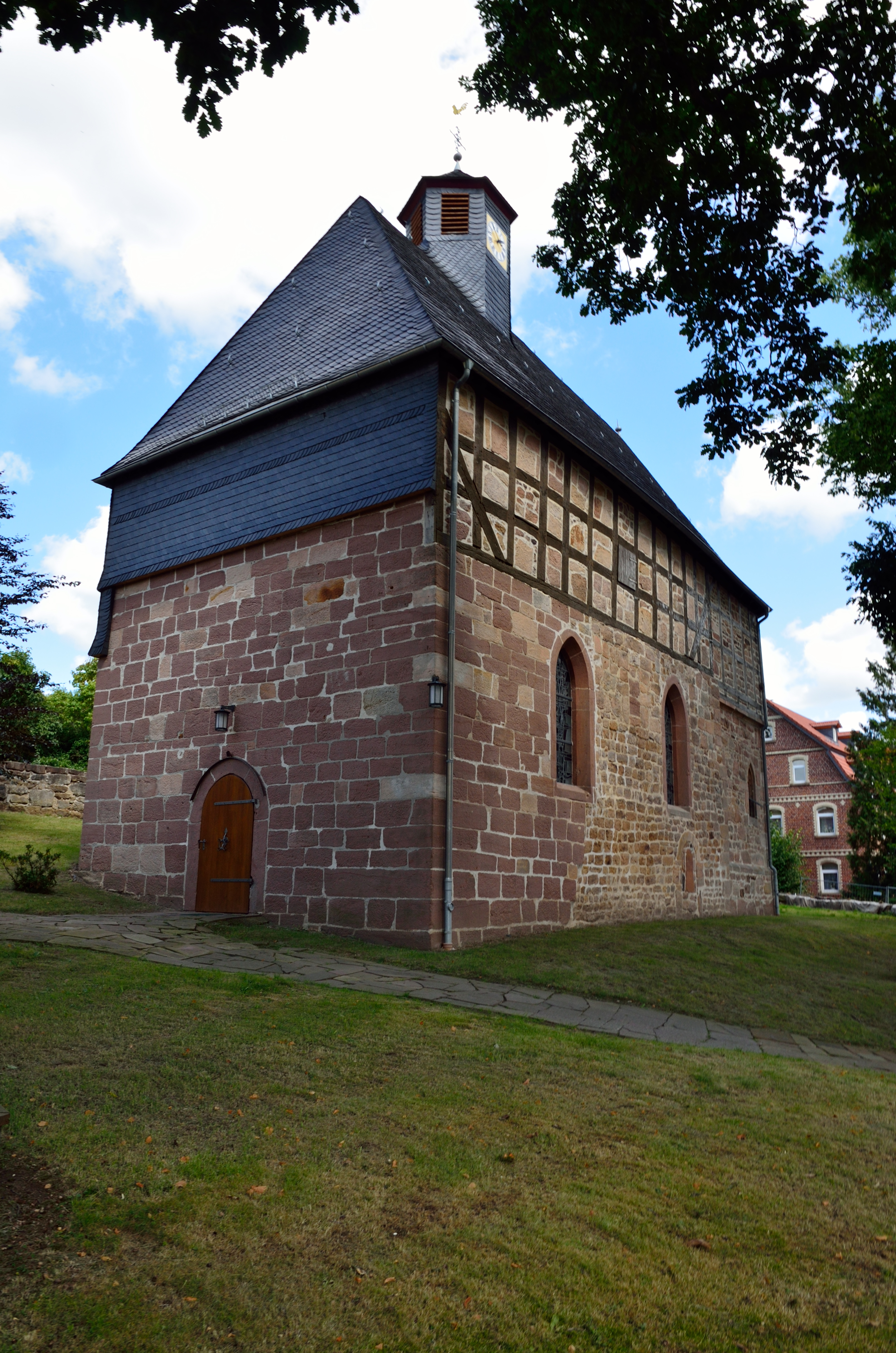
Kirche von Südwesten

Die Evangelische Kirche in Oberrosphe, einem Ortsteil von Wetter im hessischen Landkreis Marburg-Biedenkopf, ist eine im Kern romanische Saalkirche aus der Zeit um 1100. Ihre maßgebliche Gestalt erhielt sie durch einen spätgotischen Umbau im 15. Jahrhundert, auf den der Fünfachtelschluss und die Fachwerkaufstockung zurückgehen. Die Kirche ist hessisches Kulturdenkmal und ortsbildprägend.

## Geschichte
Die Gründung der Kirche fällt ins 11. oder 12. Jahrhundert. Eine hölzerne Vorgängerkapelle wird vermutet. Im Jahr 1283 ist ein Priester (sacerdos) Heinrich Wild (Fera) bezeugt. Im Mittelalter gehörte Oberrosphe zum Sendbezirk Schönstadt und Diakonat Christenberg im Archidiakonat St. Stephan in der Erzdiözese Mainz. Oberrosphe bildete bereits in vorreformatorischer Zeit eine eigene Pfarrei, die keine Filialgemeinde hatte. Mit Einführung der Reformation wurde Oberrosphe 1528 evangelisch. Hermann (Johannes) Wiln (Wyln) war bis 1527 katholischer Priester und wechselte dann zum evangelischen Glauben, heiratete und wurde Pfarrer von Unterrosphe bis zu seinem Tod im Jahr 1540. Dann wurden Unterrosphe und Göttingen nach Oberrosphe eingepfarrt. Erster evangelischer Pfarrer in Oberrosphe wurde Wiegand Steinhaus, der ab 1540 auch den Dienst in Unterrosphe versah. Unterrosphe wurde in der zweiten Hälfte des 16. Jahrhunderts ein Filialgemeinde von Oberrosphe. Im Jahr 1606 folgte ein Wechsel zum reformierten Bekenntnis, im Jahr 1624 wurde die Rückkehr zum lutherischen Bekenntnis verfügt. Von etwa 1260 bis 1789 hatten die Milchling von Schönstadt das Patronatsrecht inne, das seitdem alternierend mit dem Landgrafen ausgeübt wurde.
Das Kirchenschiff wurde um 1406 in Fachwerkweise aufgestockt und der Chor um 1485. Das neue Obergeschoss diente als Wehrspeicher mit vermutlich gemeindlicher Nutzung. An der Südseite des Schiffs wurde das Fachwerk 1624 erneuert. Eine 1679 im Chor eingebaute „Bauernempore“, auf der die Stifterfamilien ihren Sitzplatz fanden, wurde 1960 entfernt. Eine Inschrift auf einem Balken trug die Namen der Stifter und das Baujahr. Um 1724 wurde die Westseite des Schiffs verlängert und samt Portal erneuert. 1821 folgte die Erneuerung des Dachreiters. Die Zinnpfeifen im Orgelprospekt wurden 1917 ebenso wie die 1892 gestiftete kleine Glocke an die Heeresverwaltung abgeliefert.
Als im Jahr 2009 ein Wasserschaden durch ein undichtes Dach entstand, wurde ein Förderkreis gegründet und eine vollständige Sanierung von Dach, Fassade und Innenraum durchgeführt.
Die evangelisch-lutherische Kirchengemeinde Rosphetal-Mellnau gehört im Kirchenkreis Kirchhain zur Evangelischen Kirche von Kurhessen-Waldeck.

## Architektur

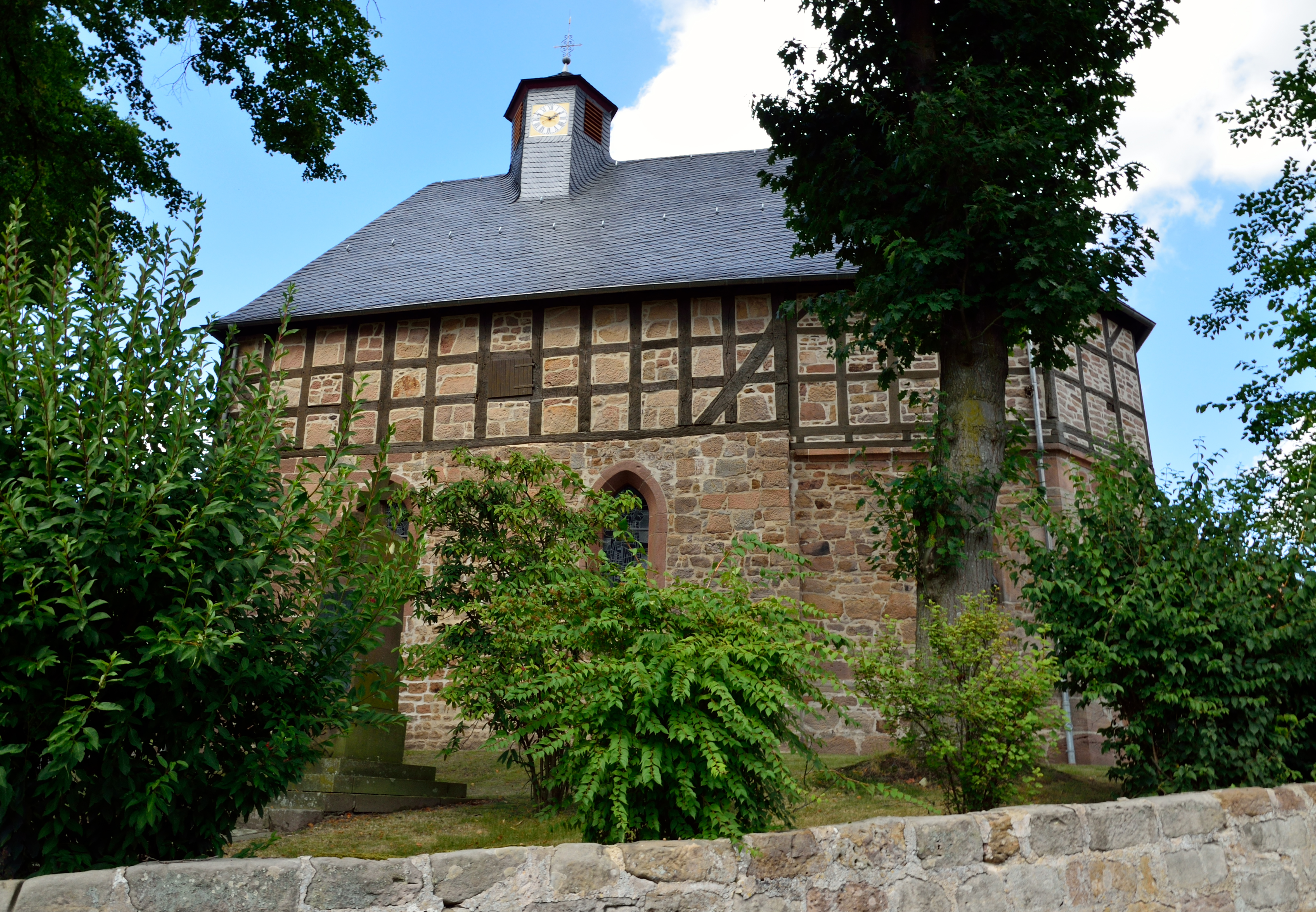
Südseite der Kirche

Die annähernd geostete Kirche ist Dorfzentrum in wehrhafter Lage auf einem Hangvorsprung errichtet. Das Kirchhofsgelände wird von einer meterhohen Mauer eingefriedet.
Der romanische Saalbau auf rechteckigem Grundriss hat Bruchsteinmauerwerk aus grob behauenen Quadersteinen. Der verlängerte Westteil zeichnet sich durch die größeren Sandsteinquader und einen regelmäßigeren Mauerwerksverband aus. Die beiden Langseiten haben seit dem 15. Jahrhundert eine Aufstockung in Fachwerk mit viereckigen Gefachen in drei Ebenen und Seitenstreben zur Versteifung. Die Gefache wurden zu einem späteren Zeitpunkt mit großen Bruchsteinen aufgefüllt und teilweise vermauert. Eine dendrochronologische Untersuchung ergab für die Nordseite ein Fällungsdatum von spätestens 1406, wodurch Oberrosphe zu den ältesten hessischen Kirchen mit Fachwerkteilen gehört. Das Schiff hatte an der Südseite ursprünglich ein schlichtes rundbogiges Nebenportal für Pfarrer und Küster, das heute mit einer eingelassenen Grabplatte von 1653 aus rotem Sandstein vermauert ist. Das Innere wird an der Südseiten durch zwei spitzbogige Maßwerkfenster aus nachgotischer Zeit belichtet. Die zwei Bleiglasfenster mit dem Arbeitstitel „Wachsen und Bauen“ schuf Erhardt Jakobus Klonk im Jahr 1966. Die beiden ins Abstrakte gehende Darstellungen sind fast ausschließlich in Grautönen gefertigt. Die West- und Nordseite sind fensterlos. Die Kirche wird über ein rundbogiges Westportal aus der Zeit um 1724 erschlossen. Ein hochrechteckiger Emporenzugang im Norden, über dem die Jahreszahl 1721 angebracht ist, führt über eine steinerne Freitreppe zur Winkelempore. Nord- und Westseite sind im oberen Bereich verschindelt. Dem verschindelten Satteldach ist ein kleiner sechsseitiger Dachreiter für das Geläut aufgesetzt, der an der Südseite das Zifferblatt des Uhrwerks trägt und an den anderen Seiten hochrechteckige Schallöffnungen für das Geläut hat. Er wird von einem Turmknauf, einem verzierten Kreuz und einem Wetterhahn bekrönt.
Der polygonale Fünfachtelschluss im Osten ist gegenüber dem Schiff leicht eingezogen. Er ist auf den Fundamenten der Vorgängerkapelle und anstelle einer niedrigen halbrunden Apsis errichtet. Das Bruchsteinmauerwerk weist Eckquaderung auf. An einem Eckstein in der Südwand ist eingeritzt: „Joh. Phlipp Ludovici, Pastor 1641…“. Darunter ist der Name des Pfarrers Johann Jost Fenner mit der Jahreszahl 1690 zu lesen. Die Fachwerkaufstockung wird dendrochronologisch auf das Jahr 1484/1485 datiert. Über einer Balkenlage bilden viereckige Gefache mit Kopfstreben drei Ebenen, die teils verblattet sind. Während die innere Trennwand mit Flechtwerk und Lehm ausgefacht ist, sind die Außenseiten mit kleinteiligem Bruchstein ausgefüllt. Im Inneren ruht das Rippengewölbe auf Wanddiensten. Die drei zweibahnigen Maßwerkfenster haben Nonnenköpfe. Im Osten und Südosten weisen die Giebelfelder Vierpässe auf, das vierteilige Giebelfeld im Nordosten ist komplexer gestaltet. An der Südseite des Chors ist ein weiteres kleines Fenster eingelassen.

## Innenausstattung

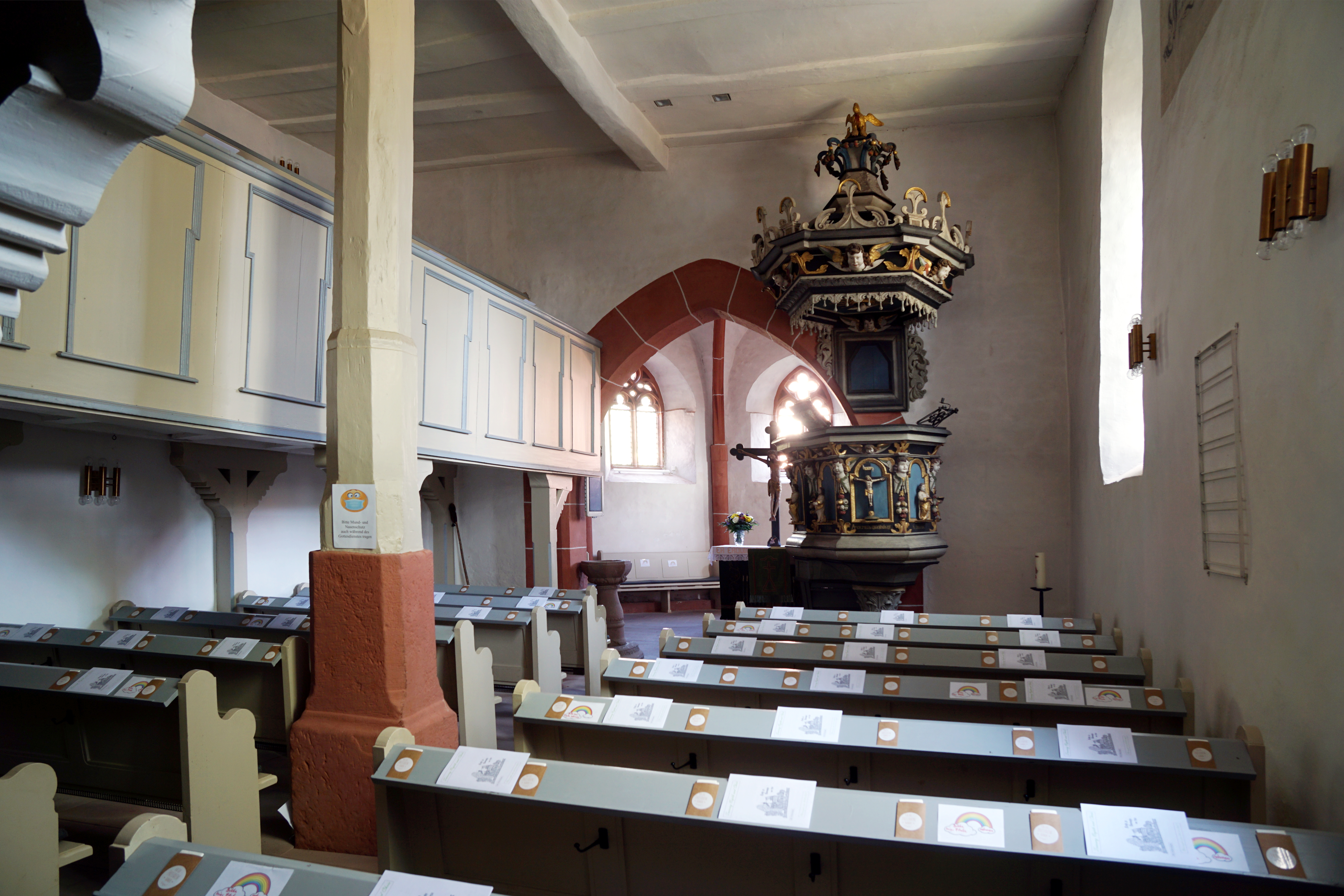
Innenraum Richtung Chor

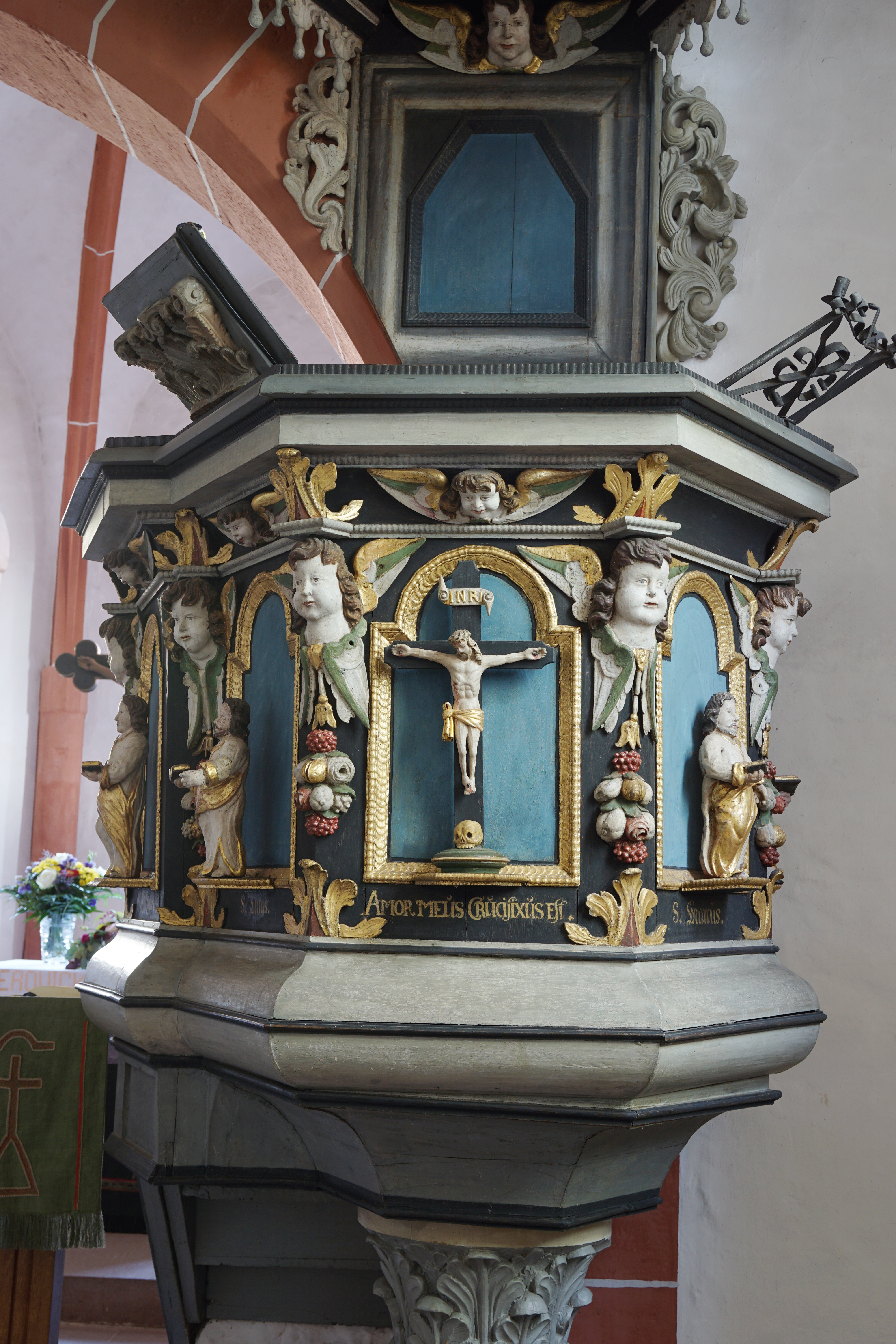
Barocker Kanzelkorb von 1713

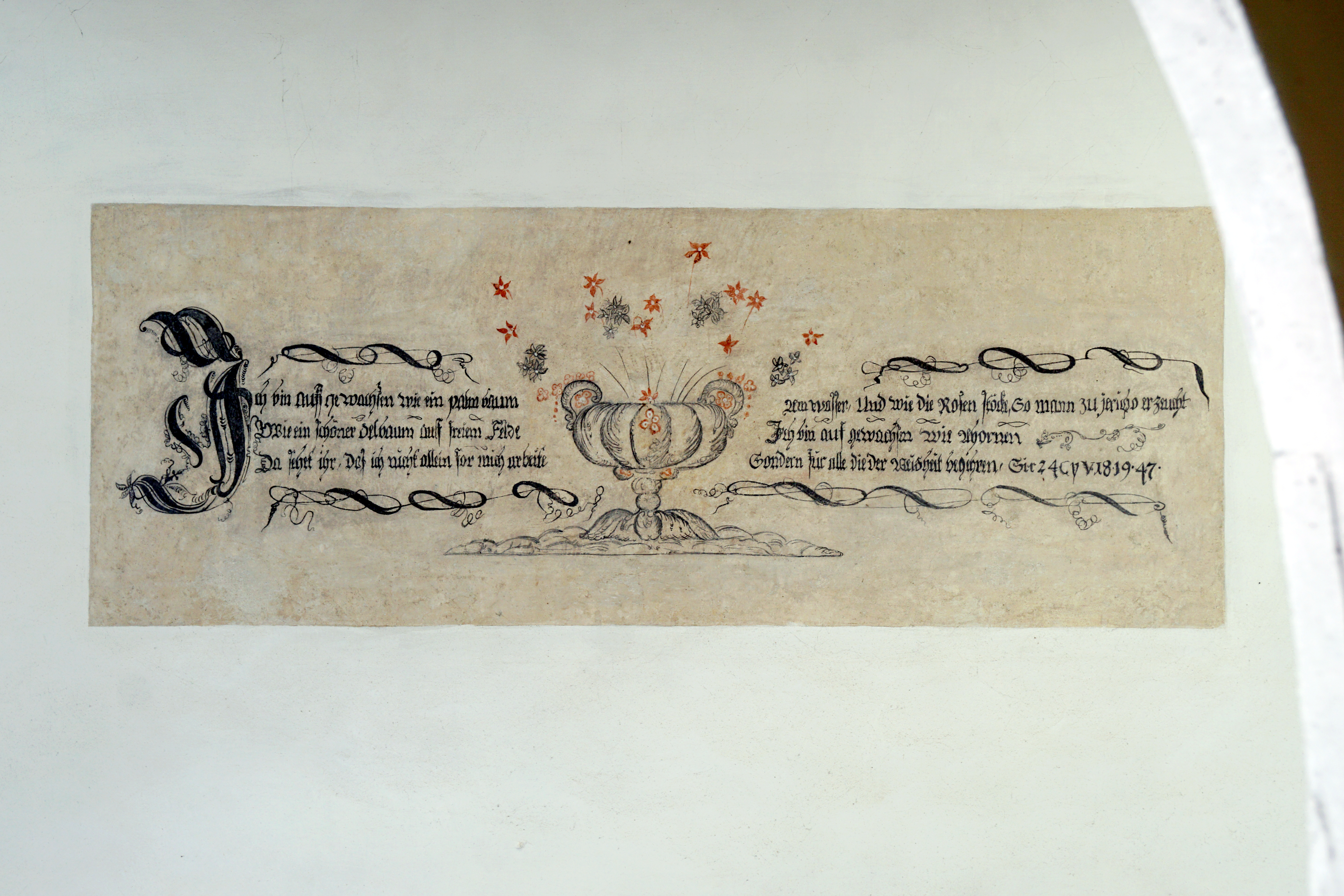
Inschrift an der Südwand

Der Innenraum wird von einer hölzernen Flachdecke abgeschlossen, die auf einem Längsunterzug ruht. Dieser wird von einer achtseitigen Mittelstütze mit Bügen getragen, die vermutlich aus gotischer Zeit stammt. Die hölzerne Winkelempore im Nordwesten ruht auf vierkantigen Eichenpfosten mit Bügen. Ein kräftiger Spitzbogen öffnet den Chor zum Schiff.
Die wuchtige polygonale Kanzel aus dem Jahr 1713 am südlichen Chorbogen fertigte Meister Josias Wolrat Brützel aus Korbach mit ländlichen Schnitzereien. Der reich verzierte Kanzelkorb ruht auf einer Rundsäule, die in der oberen Hälfte mit Akanthusblättern verziert ist. Die Kanzelfelder haben vergoldete hochrechteckige Füllungen mit einem Rundbogen. Die Kanzelfelder werden durch geflügelte Engelköpfe mit Fruchtgehängen gegliedert. Darüber und darunter vermittelt je ein vergoldetes Akanthusblatt zu den profilierten Kranzgesimsen. Das mittlere Kanzelfeld zeigt den Gekreuzigten mit der Inschrift INRI. Unterhalb der Füllung ist als Inschrift zu lesen „AMOR MEUS CRUCIFIXUS EST“ (Meine Liebe ist der Gekreuzigte). Die flankierenden Kanzelfelder zeigen die vier Evangelisten mit der aufgeschlagenen Bibel. Die Kanzelrückwand leitet zum sechsseitigen Schalldeckel über, dessen Form mit dem Kanzelkorb korrespondiert. An der Unterseite ist eine weiße Taube in einem vergoldeten Strahlenkranz angebracht. Die beiden Kranzgesimse werden durch geflügelte Engelköpfe und unter den Auskragungen durch vergoldete Akanthusblätter verbunden. Eine Volutenkrone mit Früchten wird von einem vergoldeten Pelikan bekrönt, der sich die blutende Brust aufreißt und seine drei Jungen nährt, Symbol für Christus, der sein Leben dahingibt. Der Kanzelzugang wird um den Pfeiler herumgeführt.
Am nördlichen Chorbogen ist das pokalförmige Taufbecken aus rotem Sandstein aufgestellt. Die Inschrift nennt den Namen von Pfarrer Johann Hermann Manger und das Jahr 1681. Der aufgemauerte Blockaltar im Chor trägt ein schlichtes hölzernes Kruzifix des Dreinageltypus aus dem 15. Jahrhundert, die Kreuzesarme werden von einem Kleeblatt verziert. Das hölzerne Kirchengestühl mit geschwungenen Wangen lässt einen Mittelgang frei.
An der Südwand ist zwischen den beiden Fenstern ein Bibelspruch aus Sir 24,18+19+47  in schwarzer Frakturschrift mit einer großen Initiale gemalt: „Ich bin auffgewachsen wie ein palmbaum Am Wasser, Und wie die Rosenstöcke, So mann zu jericho erzeucht / Wie ein schöner Oelbaum auff freiem Felde Ich bin auf gewachsen wie Ahornen / Da sehet ihr, Daß ich nicht allein for mich arbeite, Sondern für alle die der Weisheit begehren, Sir 24 CVV18 · 19 · 47 ·“. Der Wandspruch wird von einer Schnörkelgirlande umrahmt und hat in der Mitte eine Henkelvase mit roten und schwarzen Blumen.

## Orgel

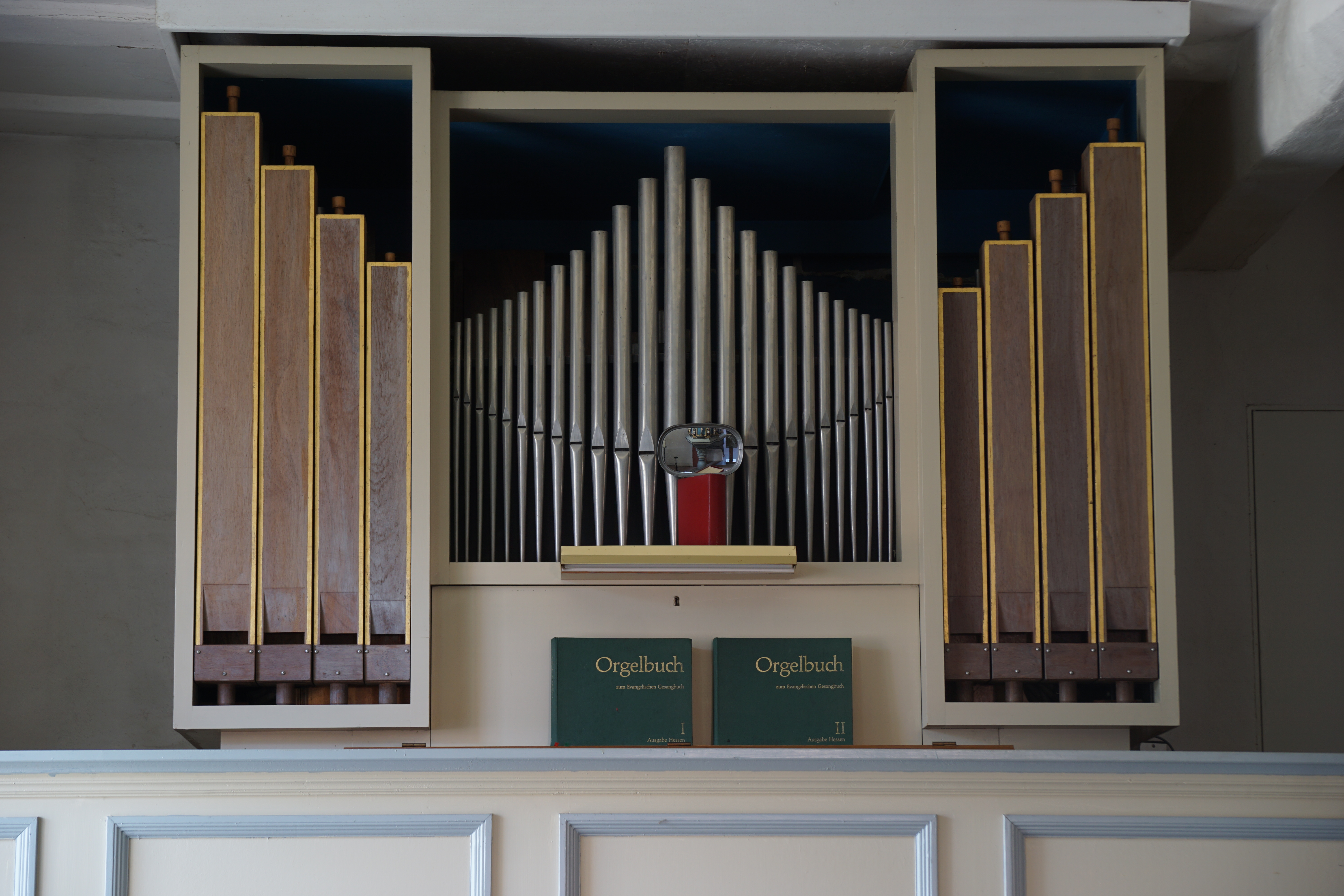
Orgel von 1969

Eine erste Orgel wurde 1876 aus Niederhessen gebraucht erworben und von Orgelbauer Georg Friedrich Wagner aus Hersfeld instand gesetzt und eingebaut. Das heutige Instrument baute Karl Lötzerich 1969. Im flachen Prospekt stehen im quadratischen Mittelfeld Pfeifen des Prinzipal 4′ in pyramidenförmiger Anordnung. Zwei flankierende hochrechteckige Felder haben vorne je vier hölzerne Pfeifen des Subbass 16′. Das Instrument verfügt über sieben Register auf einem Manual und Pedal. Die Trakturen sind mit mechanischen Schleifladen ausgeführt. Die Orgel weist folgende Disposition auf:
| Manual C–g3 |       |
| Gedackt     | 8′    |
| Prinzipal   | 4′    |
| Rohrflöte   | 4′    |
| Prinzipal   | 2′    |
| Quinte      | 1 ⁄3′ |
| Mixtur III  |       |

| Pedal C–f1 |     |
| Subbass    | 16′ |

- Koppel: I/P